# Rheinstahl

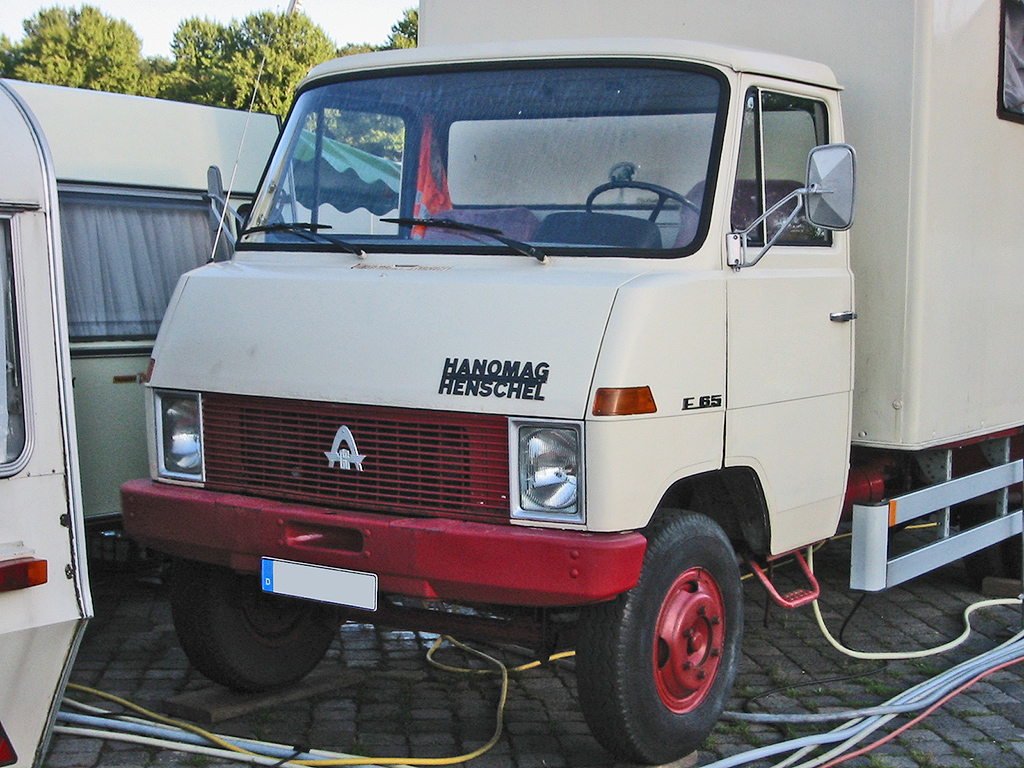
Hanomag-Henschel ingick i Rheinstahl. Rheinstahls båge användes under en period som symbol på bilarna.

Rheinstahl var en tysk stål- och verkstadsindustri som 1973 blev en del av Thyssen.

## Historia
Rheinstahl skapades 1955 genom en sammanslagning av 20 stål- och verkstadsindustrier. 1958 tog man över Hanomag.
I slutet av 1960-talet omstruktureras ståldindustrin och Thyssen startade sin omstrukturering 1973 i och med köpet av Rheinstahl. 1976 fick Rheinstahl namnet Thyssen Industrie AG. Då hade man 1976 infört Rheinstahls logotyp, Rheinstahlbogen, som ny företagssymbol tillsammans med namnet Thyssen (Thyssenbogen). I ThyssenKrupps logotyp har de kruppska ringarna förts samman med Thyssens, eller snarare Rheinstahls båge.